# 가지치기

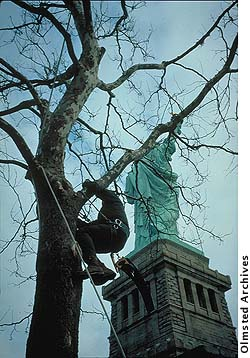
자유의 여신상 근처의 나무에서 가지치기를 하고 있는 모습.

가지치기는 나뭇가지의 일부를 자르고 다듬는 일로서, 가지, 눈, 뿌리와 같은 식물의 일부를 선별하여 제거하는 것을 포함한다. 전지(剪枝), 정지(整枝)라고도 부른다. 전정(剪定)은 정지(整枝)의 유의어이다.

## 같이 보기
- 가지 (식물학)
- 솎아내기